# Rönnskärs kapell
Rönnskärs kapell, även kallad Pite-Rönnskärs kapell, är en kyrkobyggnad i Skellefteå kommun. Kyrkan hör till Piteå församling.

## Kyrkobyggnaden
Rönnskärs kapell är belägen på ön  Pite-Rönnskär i Skellefteå kommun. Kapellet grundades 1771.
En altartavla tillverkades 1780 av O. L. Sondell till kyrkan. Kapellet fick en ny altartavla 1970 av Fridtiof Erichsson.